# Aspilatopsis amtennaria
Aspilatopsis amtennaria là một loài bướm đêm trong họ Geometridae.